# Aizenay
Aizenay je francouzské město v departementu Vendée v regionu Pays de la Loire. Jeho obyvatelé (jejichž počet přesahuje 9 700) si říkají "Agésinates".

## Partnerská města
- Görisried, Bavorsko, Německo